# Os lunatum
Het os lunatum of maanbeen is een van de acht handwortelbeentjes. Het botje is gelegen in de proximale rij van de handwortelbeentjes, tussen het os scaphoideum aan laterale zijde en het os triquetrum aan mediale zijde. Naast deze botjes vormt het gewrichtsverbindingen met het spaakbeen aan proximale zijde, en het os capitatum en het os hamatum aan distale zijde.

## Naamgeving
Lunatum is Latijn voor (halve)maanvormig en duidt op de concave vorm van het beentje. Daarom wordt het botje in het Nederlands soms ook wel maanbeen genoemd.